# Calle de Donoso Cortés
La calle de Donoso Cortés es una vía pública de la ciudad española de Madrid, situada en los barrios de Gaztambide y Arapiles, distrito de Chamberí.

## Descripción
La vía discurre desde la calle de Bravo Murillo hasta la de Isaac Peral. Honra con el título a Juan Donoso Cortés (1809-1853), filósofo, parlamentario, político y diplomático natural de la localidad pacense de Valle de la Serena. Aparece descrita en Las calles de Madrid (1889) de Hilario Peñasco de la Puente y Carlos Cambronero con las siguientes palabras:

Donoso Cortés. Tiene su entrada por la calle de Bravo Murillo y la salida al antiguo Paseo de San Bernardino, hoy prolongación de la calle de la Princesa. Es de apertura moderna. D. Juan Donoso Cortés, marqués de Valdegamas, nació en Valle de la Serena (Badajoz) el año 1809. Fué un político de talento, de grandes conocimientos y laborioso periodista. Proclamado diputado, se afilió al partido moderado, haciendo la oposición al general Espartero. Sus principales obras son: Ensayo sobre el Estoicismo, el Liberalismo y el Socialismo. De la Monarquía absoluta en Europa, y Bosquejos histórico-filosóficos. Murió siendo embajador de España en París el año 1853.
(Peñasco de la Puente y Cambronero, 1889, p. 195)